# Соомиору
Соомиору (ест. Soomõoru) — село в Естонії, входить до складу волості Риуге, повіту Вирумаа.